# Pectinaria californiensis
Pectinaria californiensis är en ringmaskart. Pectinaria californiensis ingår i släktet Pectinaria och familjen Pectinariidae. Utöver nominatformen finns också underarten P. c. newportensis.